# II Królewsko-Bawarski Korpus Armijny

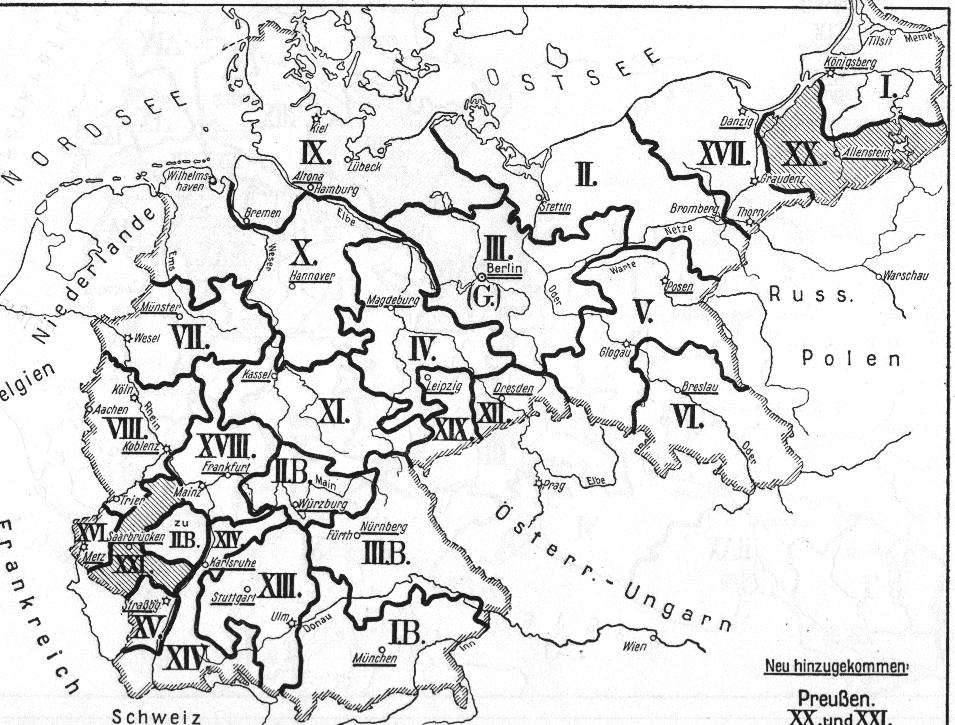
Zasięg korpusów w 1914

II Królewsko-Bawarski Korpus Armijny  (niem. II. Königlich Bayerisches Armee-Korps)  – wyższy związek taktyczny Armii Cesarstwa Niemieckiego. 
W sierpniu 1914 rozwinięto w Niemczech do etatów wojennych związki operacyjne (armie). W skład 6 Armii wszedł między innymi II Bawarski Korpus Armijny. Barwą II BKA był kolor jasnoczerwony.
W I wojnie światowej korpus walczył na froncie zachodnim.

## Struktura organizacyjna
Skład od 2 VIII 1914 do 20 IX 1915:
- dowództwo korpusu
- 3 Bawarska Dywizja Piechoty
- 4 Bawarska Dywizja Piechoty

## Dowódcy korpusu
| Stopień           | Imię i nazwisko                           | Okres (od)  |
| ----------------- | ----------------------------------------- | ----------- |
| generał piechoty  | Jakob von Hartmann                        | 8 I 1869    |
| generał lejtnant  | Joseph von Maillinger                     | 24 IV 1873  |
| generał piechoty  | Carl von Orff                             | 5 VII 1875  |
| generał piechoty  | Otto von Parseval                         | 9 V 1890    |
| generał kawalerii | Emil Ritter von Xylander                  | 18 IV 1895  |
| generał piechoty  | Theophil von Reichlin-Meldegg             | 23 III 1905 |
| generał piechoty  | Alfred Eckbrecht von Dürckheim-Montmartin | 18 XI 1908  |
| generał piechoty  | Karl Ritter von Martini                   | 22 IV 1912  |
| generał lejtnant  | Otto von Stetten                          | 5 XI 1914   |
| generał piechoty  | Konrad Krafft von Dellmensingen           | 19 IV 1918  |
| generał lejtnant  | Otto Ritter von Rauchenberger             | 20 XII 1918 |
| generał artylerii | Hermann Ritter von Burkhardt              | 10 VI 1919  |